# Bariumselenaat
Bariumselenaat (BaSeO4) is het bariumzout van seleenzuur. Het is een erg giftige stof, net als seleen en andere seleenverbindingen.

## Synthese
Bariumselenaat is slecht oplosbaar in water en slaat neer wanneer waterige oplossingen van een seleenzout en een bariumzout gemengd worden, bijvoorbeeld bariumchloride BaCl2 en natriumselenaat Na2SeO4. De kristalstructuur van bariumselenaat is orthorombisch, net als die van bariet (BaSO4).

## Toepassing
Bariumselenaat mag gebruikt worden voor diergeneeskundig gebruik. Seleen is een essentieel sporenelement voor mensen en dieren. Bariumselenaat wordt toegediend om een seleentekort te voorkomen of te behandelen bij runderen en schapen. Bariumselenaat is langdurig werkzaam; seleen wordt er slechts langzaam uit vrijgezet.
Traditioneel wordt bariumselenaat toegediend door middel van een injectie van een bariumselenaat-suspensie. Maar de kans bestaat dat iemand door consumptie van een stuk vlees waarin de stof geïnjecteerd werd, meer dan de toelaatbare hoeveelheid van seleen zou kunnen innemen. Dit vanwege het feit dat de vrijzetting van seleen zeer langzaam gebeurt. De Europese Commissie heeft daarom in 2015 op advies van het Europees Geneesmiddelenbureau beslist dat bariumselenaat niet meer door middel van injectie mag toegediend worden.
De ATCVet-code van bariumselenaat is QA12CE99.